# Aqidah
Aqidah (em árabe: عقيدة, translit. ʿaqīdah, plural عقائد ʿAqāʾid, também ʿaqīda, aqeeda etc.) é um termo islâmico de origem árabe que significa literalmente " credo " ou crença  (pronúncia árabe: [ʕɑˈqiːdæ, ʕɑˈqɑːʔɪd]). Existem muitas escolas de teologia islâmica que expressam diferentes pontos de vista sobre aqidah. Qualquer sistema de crença religiosa, ou credo, pode ser considerado um exemplo de aqidah. No entanto, este termo teve um uso técnico significativo na teologia islâmica, denotando aquelas questões sobre as quais os muçulmanos têm convicção. É um ramo dos estudos islâmicos que descreve as crenças do Islã.